# Arthur Schnitzler
Arthur Schnitzler, avstrijski pripovednik in dramatik, * 15. maj 1862, Dunaj, Avstrija, † 21. oktober 1931, Dunaj.
Velja za enega pomembnejših predstavnikov dunajske moderne.

## Poklicna pot
Artur Schnitzler se je rodil judovskemu očetu Johannu Schnitzlerju, po poklicu otolaringologu (specialist za grlo, ušesa in nos) in materi Luisi, hčeri dunajskega zdravnika Philippa Markbreiterja na Praterstraße 16 na Dunaju.
Od 1871 do 1879 je obiskoval Akademsko gimnazijo in jo 8. julija 1879 zaključil kot zlati maturant. Nato se je vpisal na Univerzo na Dunaju, kjer je študiral medicino in 30. maja 1885 dobil doktorski naslov iz splošne medicine.
Od 1885 do 1888 je služboval kot asistent in dodatni zdravnik v Splošni bolnišnici mesta Dunaj in nato tudi pri svojem očetu na Oddelku za laringologijo dunajske poliklinike. Istočasno se je začenjal udejstvovati tudi kot pisatelj. Njegov prvi literarni prispevek je bila Ljubezenska pesem balerine (Liebeslied der Ballerine), ki jo je leta 1880 objavil v časopisu Der freie Landbote (Podeželski kurir). Objavljal je tudi pesmi in pripovedke, v časopisih Blaue Donau, Moderne Dichtung, Frankfurter Zeitung in Freie Bühne. Napisal je tudi znanstveno razpravo O oglušelosti in njenem zdravljenju s hipnozo in sugestijo (Über funktionelle Aphorie und deren Behandlung durch hypnose und Suggestion) (1889). Med letoma 1886 in 1893 se je osredotočal na izdajanje medicinske publicistike. Napisal je okoli 70 prispevkov, večinoma recenzije strokovnih knjig, med drugim tudi kot urednik revije Internationaler Klinischer Rundschau (Mednarodnega kliničnega zbornika), ki ga je ustanovil njegov oče.
Po očetovi smrti, 1893, je zapustil kliniko in odprl svojo prakso sprva v centru Dunaja, nato se je preselil na obrobje. Posthumno, po očetovi smrti, je leta 1895 izšel njun Klinični atlas laringologije (Klinischer Atlas der Laryngologie). Od leta 1890 velja Schnitzler, skupaj s prijateljema Hugom von Hofmannsthalom in Richardom Beer-Hofmannom, za glavnega predstavnika mladega Dunaja (Junger Wien). Njihovo priljubljeno zbirališče je bila kavarna Griensteidl. Schnitzler je rad obiskoval restavracijo Leidinger in bil dober prijatelj s Sigmundom Freudom. Je eden pomembnejših kritikov Avstro-Ogrske monarhije in njenega razvoja ob prelomu stoletja.
Vse od začetka 20. stoletja sodi Schnitzler med dramatike, katerih dela so najbolj igrana na nemških odrih. Po objavi Poročnika Gustla (Leutnant Gustl), kjer se je obregnil ob kodeks avstrijske vojske, so mu 14. junija 1901 odvzeli oficirski čin višjega zdravnika v rezervi.
Z začetkom prve svetovne vojne se je zanimanje za njegova dela zmanjšalo. To je bila tudi posledica tega, da je bil eden izmed redkih avstrijskih intelektualcev, ki niso želeli sodelovati v vojni vihri. Leta 1921, po upodobitvi Rajanja (Reigen), so proti njemu sprožili proces, na katerem so ga zaradi tega dela obtožili vznemirjanja javnosti. Po tem dogodku je prenehal z uprizarjanjem svojih del. Nato se je zaradi vedno večjih fizičnih in psihičnih težav izoliral od  javnosti. V jeseni svojega življenja je pisal predvsem novele, v katerih je s psihološkega vidika opisoval usode posameznikov na prelomu stoletja.

## Zasebno življenje
26. avgusta 1903 se je Schnitzler poročil z 21-letno igralko Olgo Gussman, njun sin Heinrich je bil takrat star eno leto.
Leta 1910 je kupil od Hedwiga Bleibtreua hišo v Sternwartestraße na Dunaju, v bližini katere so živeli tudi njegovi znanci, kot sta na primer Richard Beer-Hofmann in Felix Salten.
1921 se je ločil in otroke, Heinricha in Lili, vzgajal sam. Sin je kasneje delal kot režiser.
Hčerin samomor leta 1928 ga je zelo pretresel. Umrl je 21. oktobra 1931 kot eden najvplivnejših nemško govorečih avtorjev zgodnjega 20. stoletja, v starosti 69 let, zaradi možganske krvavitve. Njegov grob je na dunajskem centralnem pokopališču, v starem izraelskem delu, vrata številka 1, poleg grobov Friedricha Torberga, Gerharda Bronnerja in Harryja Weberja.

## Umetniško ustvarjanje
Schnitzler je pisal večinoma drame in prozna dela, v katerih usmerja bralčevo pozornost predvsem na psihični proces svojih figur. Sočasno z vpogledom v razmišljanje figure si lahko bralec ustvari sliko tedanje družbe in kako je ta vplivala na zunanjo in notranjo podobo figur. 
Schnitzlerjeva dela se večinoma odvijajo na Dunaju, ob prelomu stoletja. Veliko njegovih novel in dram ni le opis lokalnih značilnosti. Njegove figure so tipični predstavniki takratne dunajske družbe: oficirji, zdravniki, umetniki, novinarji, igralci, gizdalini in ne nazadnje sladke deklice iz predmestja, ki so za Schnitzlerja postale razpoznavni znak, za njegove tekmece pa oznaka, s katero so ga želeli označiti za vase zazrtega človeka. 
Schnitzlerjev namen ni bila upodobitev bolezenskih duševnih stanj, ampak predstavitev dogajanj v notranjosti običajnih, povprečnih oseb, z njihovimi vsakodnevnimi lažmi, s katerimi je prežeta družba in znotraj katere veljajo nenapisana pravila in predpisi. S kritiko seksualnih tabujev in kodeksov časti je želel izzvati predvsem občutljivejše meščane.
Kot Sigmund Freud v psihoanalizi, Schnitzler istočasno omenja tabuja, kot sta seks in smrt, ki pestita moralo takratne družbe. V nasprotju s Freudom, ki je zagovarjal nezavednost, Schnitzler bistvo človeka pokaže v pol zavednem, natančneje v notranjem monologu svojih protagonistov. 
Schnitzlerjeva dela pogosto obravnavajo teme, kot so nezvestoba, na primer v drami Rajanje (Reigen), skrivne afere in ženskarje (dramski ciklus Anatol).
Ni naključje, da je ravno Schnitzler tisti, ki je z novelo Poročnik Gustl (Leutnant Gustl) (1900), v nemško literaturo uvedel notranji monolog. S pomočjo te perspektive mu je uspelo, da bralec dobi globlji in jasnejši vpogled v notranje konflikte posameznih figur. Ta način pripovedovanja je uporabil tudi v noveli Gospodična Else (Fräulein Else).
V romanu Pot v svobodo (Der Weg ins Freie) in v delu Profesor Bernhardi (Professor Bernhardi) se posveti antisemitizmu, ki je bil v tistem času na Dunaju zelo izrazit.
Istočasno velja Schnitzler za največjega pisca dnevnikov v nemški literaturi. Od svojega sedemnajstega leta, do dva dneva pred smrtjo, je vse natančno zapisoval v svoj dnevnik, ki je bil objavljen posthumno, leta 1981.
Schnitzlerjevo Sanjsko novelo (Die Traumnovelle) je Stanley Kubrick uporabil kot predlogo za film Široko zaprte oči (Eyes Wide Shut). Schnitzlerjevo delo pa je filmski medij poznal tudi že prej. Prva upodobitev na filmskem platnu je bila leta 1914 Ljubimkanje (Liebelei), njegovih del pa so se lotila tudi zveneča imena filmske industrije, tako je na primer Max Ophüls leta 1933 režiral Ljubimkanje (Liebelei) in leta 1950 Rajanje (Der Reigen).

## Schnitzlerjeva zapuščina
Po njegovi smrti, 1931, je večji del njegove zapuščine ostal v hiši na Dunaju, dostopen v znanstvene namene. Tik pred priključitvijo Avstrije, marca 1938, so material odpeljali v tujino. Shranjen je bil v univerzitetni knjižnici Cambridge. V začetku šestdesetih let se je nato ta zapuščina na pobudo njegovega sina Heinricha Schnitzlerja posnela na 37 filmskih trakov, ki so bili izročeni dvema raziskovalnima institucijama v Ameriki. Univerzi Californija v Los Angelesu (UCLA) in Mednarodnemu raziskovalnemu združenju Arturja Schnitzlerja (IASRA) v Birghamtonu (New York), kot tudi Univerzi Alberta Ludvika v Freiburgu, kjer je danes arhiv Arturja Schnitzlerja.

## Dela
- Poročnik Gustl, novela (Leutnant Gustl, 1900: sl. 1993)
- Gospodična Else, novela (Fräulein Else, 1924; sl. 1993)
- Sanjska novela (Traumnovelle, 1926; sl. 2008)
- Prostrana dežela, tragikomedija (Das weite Land, Tragikomödie, 1911; v Sloveniji uprizorjena 2006)
- Zeleni kakadu, groteska v enem dejanju (Der grüne Kakadu, Groteske, 1898; sl. 193?)
- Široko zaprte oči, film (Eyes Wide Shut 1999)